# Венецианская академия изящных искусств

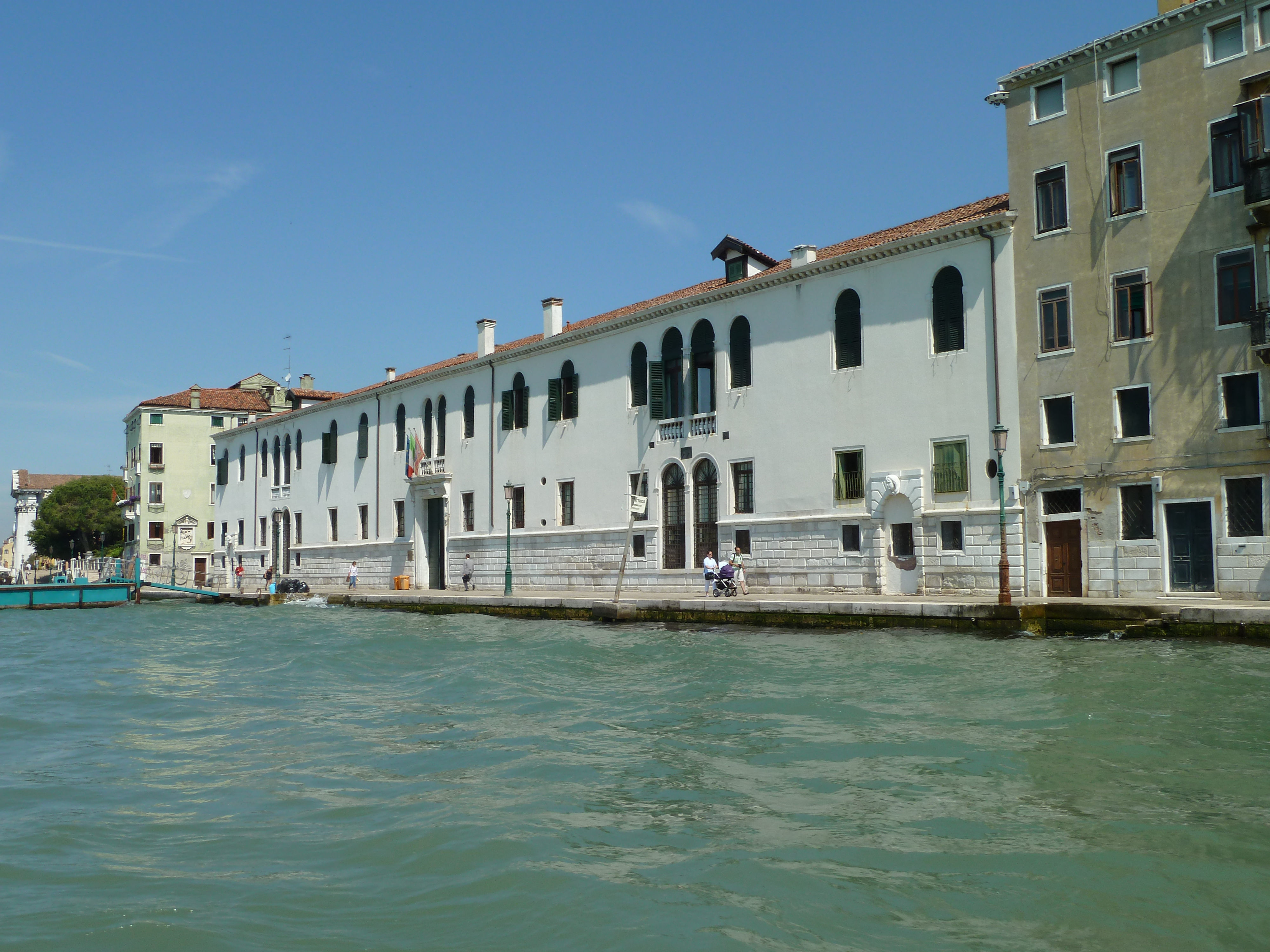
Здание бывшего «Госпиталя неизлечимых» (Ospedale degli Incurabili) — одно из помещений Венецианской академии изящных искусств

Венецианская академия изящных искусств (итал. Accademia di belle arti di Venezia) — Государственная академия живописи, скульптуры и архитектуры, относится к сектору высшего художественного и музыкального образования (AFAM) Венецианского университета. С 2000 года административный корпус и учебные классы расположены в помещениях бывшего «Госпиталя неизлечимых» (Ospedale degli Incurabili). Филиал академии, посвящённый новым технологиям в искусстве (NTA), находится на острове Сан-Серволо.
Академия основана в Венецианской республике в 1750 году. С 1999 года является высшим учебным заведением под управлением Министерства образования Италии.

## История
Академия искусств была учреждена 24 сентября 1750 года решением Сената Венецианской республики как «Венецианская академия живописи, скульптуры и архитектуры». Статус учебного заведения академия получила шесть лет спустя в 1756 году.
Первым директором (direttore) академии был Джованни Баттиста Пьяццетта, вначале возглавивший «Школу обнажённой натуры» (Scuola di Nudo) при академии. Первым президентом академии стал Джованни Баттиста Тьеполо, их советниками были другие основатели академии: Джамбаттиста Питтони и Джованни Мария Морлайтер, Джузеппе Ногари. В 1754 году академия из-за отсутствия финансирования была закрыта. Вновь открылась 13 февраля 1756 года, благодаря усилиям тридцати шести венецианских художников-основателей. В 1758 году Джанбаттиста Питтони сменил Тьеполо на посту президента, а затем продолжал преподавать в Венецианской академии до своей смерти в 1767 году, тем самым оказав влияние на венецианских художников следующего поколения. Членами академии в то время были 36 живописцев и 1 скульптор.
В академии имелось четыре учебных класса: рисунка, живописного портрета, пейзажной живописи и скульптуры. Руководителей выбирали ежегодно из тридцати шести профессоров, членов академии. Обучение традиционно начиналось 18 октября, в День святого Луки, небесного покровителя всех живописцев.
В 1807 году после захвата Венецианской республики Наполеоном Бонапартом Венецианская академия изящных искусств была преобразована и распоряжением Наполеона получила новое название: «Королевская академия изящных искусств». Академию перевели из первой резиденции в Фонтегетто делла Фарина (помещение бывшего мучного склада на территории городского рынка) в здания бывших церкви Санта-Мария-делла-Карита, монастыря (Convento dei Canonici Lateranensi) и Скуолы делла Карита (La Scuola della Carità; «Братства Милосердия»). Скуола основана в 1260 году, церковь постройки 1343 года, достроена в 1441—1452 годах под руководством Б. Бона). Один из фасадов кьостро (двора) монастыря перестроен по проекту А. Палладио в 1552 году. Фасад скуолы в палладианском стиле создал архитектор Джорджо Массари, позднее перестроил Франческо Ладзари.
С 1797 года из закрытых Наполеоном монастырей и храмов в помещения академии стали свозить произведения искусства. В 1817 году по решению венецианского Сената открылась Галерея Академии. Картины, статуи и манускрипты, спасая от разрушения и распродаж, собирали Пьетро Эдвардс и Теодоро Коррер. Часть художественных сокровищ Венеции составила собрание музея Коррер. Первым директором Галереи и президентом новой Академии назначили Пьетро Эдвардса.
В 1768 году в академии учредили преподавание основ перспективы и архитектуры. Кроме этого в ведении Венецианской академии находилась организация и проведение реставрации произведений искусства, в частности живописных картин. Пьетро Эдвардс, директор всех реставрационных проектов общественных учреждений Венеции в 1777 году составил своего рода хартию реставрации (Carta del Restauro ante litteram), а в 1819 году основал «Институт официальной государственной школы по реставрации поврежденных картин» (l’Instituzione di una Formale Pubblica Scuola pel Ristauro delle danneggiate Pitture).
С 2000 года административный корпус и учебные классы располагаются в помещениях бывшего «Госпиталя неизлечимых» (Ospedale degli Incurabili). Филиал академии, посвящённый новым технологиям в искусстве (NTA), находится на острове Сан-Серволо. Другой филиал открыт на вилле Манин-ди-Пассариано во Фриули-Венеция-Джулия, где также располагаются библиографический отдел и реставрационная лаборатория. Учебное заведение и музей — Галерея Академии — были официально разграничены в 2004 год.

## Неполный перечень художников и преподавателей венецианской академии
- Цезарь дель Аква (1821–1905)
- Джованни Баттиста Пьяцетта (1683—1754)
- Джованни Баттиста Тьеполо (1696—1770)
- Антонио Гай (1686—1769)
- Джамбаттиста Питтони (1687—1767)
- Гаспаро Дициани (1760—1762)
- Леопольдо Чиконьяра (1767—1834)
- Франческо Айец (1791—1882)
- Джулио Карлини (1826—1887)
- Ринальдо Ринальди (1793—1873)
- Антонио Ротта (1828—1903)
- Этторе Тито (1859—1941)
- Каньяччо ди Сан Пьетро (1897—1946)
- Альберто Виане (1906—1989)
- Артуро Мартини (1889—1947)
- Карло Скарпа (1906—1978)
- Джузеппе Сантомазо (1907—1990)
- Афро Базальделла (1912—1976)
- Эмилио Ведова (1919—2006)
- Серджо францои (1929—2022)